# Culex habilitator
Culex habilitator is een muggensoort uit de familie van de steekmuggen (Culicidae). De wetenschappelijke naam van de soort is voor het eerst geldig gepubliceerd in 1906 door Dyar & Knab.